# アボメイ
アボメイはベナンの北中部のズー県の県都。2012年の人口は9万195人。かつてのダオメ王国時代には首都であった。

## 歴史
1625年頃、ダオメ王国が建国され、アボメイに首都が置かれた。
17世紀半ば～19世紀後半、フォン族が土製建造物群であるアボメイの王宮群を建てた。
1892年11月、独立国としてのダオメ最後の王ベアンザン (Béhanzin) はフランス植民軍に敗れ、町に火を放った上で北に逃れた。
フランス植民軍は町を再建し、海岸と鉄道で結んだ。
1985年、「アボメイの王宮群」がUNESCOの世界遺産に登録された。
町は長さ約10kmと見積もられている円形の泥の壁と6つの門に囲まれ、西アフリカでの要塞防衛としては普通に見られたアカシアの密生した1.5mの深い溝に守られている。壁の内側に集落があり、王宮や市場、バラックの並ぶ大きなスクウェアなどがある。首都機能を失った現在も観光客が訪れる。

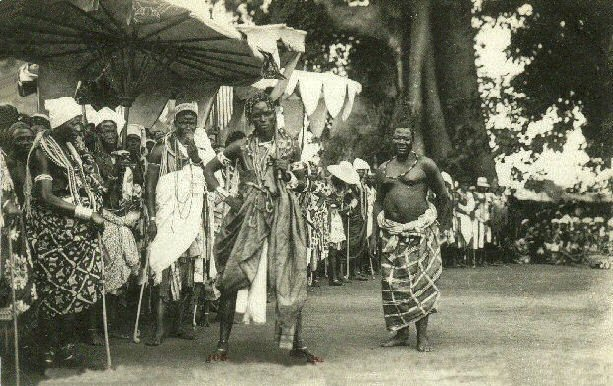
フォン人の族長のダンス（1908年）

## 著名人
- ジャスティン・アホマデグベ (Justin Ahomadegbé-Tomêtin)（1917年～2002年）
  - ダオメー民主同盟 (Dahomey Democratic Union/UDD) 党首
  - アボメイ市長（1956年～）
  - ダオメー共和国副大統領（1963年～1965年）
  - ダオメー共和国大統領（1972年）